# Johnny und Luther Htoo
Johnny und Luther Htoo (* 1987 in Burma) sind Zwillinge, die in den Jahren 1997 bis 2001 God’s Army, eine Splittergruppe der Karen National Union, anführten. Medial bekannt geworden durch Terroranschläge und Geiselnahmen, galten sie als die berühmtesten Kindersoldaten der Welt.

## Leben und Wirken
Nachdem die offiziellen Truppen den Widerstand gegen das Regime in Thailand, das versuchte, den Kayin-Staat zu erobern und an Thailand anzugliedern, aufgab, gründeten die beiden Zehnjährigen eine Gruppe, die zur Mehrheit aus Minderjährigen bestand. Vorzugsweise mit amerikanischen M16-Sturmgewehren bewaffnet, erklärten sie der Regierung den Krieg, solange nicht die Unabhängigkeit ihres Landes gewahrt bliebe. Die Zahl der Kindersoldaten um Johnny und Luther stieg rasant an.
Die Anfänge verbrachten sie im Dschungel des Landes, wo sie einen Guerilla-Krieg gegen feindliche Truppen führten. In dieser Zeit, so berichten ehemalige Mitglieder von God’s Army, prallten Gewehrkugeln von den Körpern der Zwillinge ab. Selbst Bombenangriffe und Minen konnten ihnen nichts anhaben. Diese Legenden hielten sich lange, bis sie im Jahre 2001 von Luther als selbst erfunden dargestellt wurden. Diese Phänomene allerdings ließen die Anhänger der Truppe glauben, ihre Anführer seien Gesandte Gottes, deshalb gaben sie sich den Namen  God's Army („Gottes Armee“).
Im Januar 2001 ergaben sie sich den thailändischen Soldaten. Johnny und Luther baten um Asyl und wurden in ein Flüchtlingslager an der Grenze zu Myanmar gebracht. Dort sahen sie nach über fünf Jahren ihre Eltern wieder und beschlossen, die Waffen endgültig niederzulegen.